# Округло-горизонтальная дуга

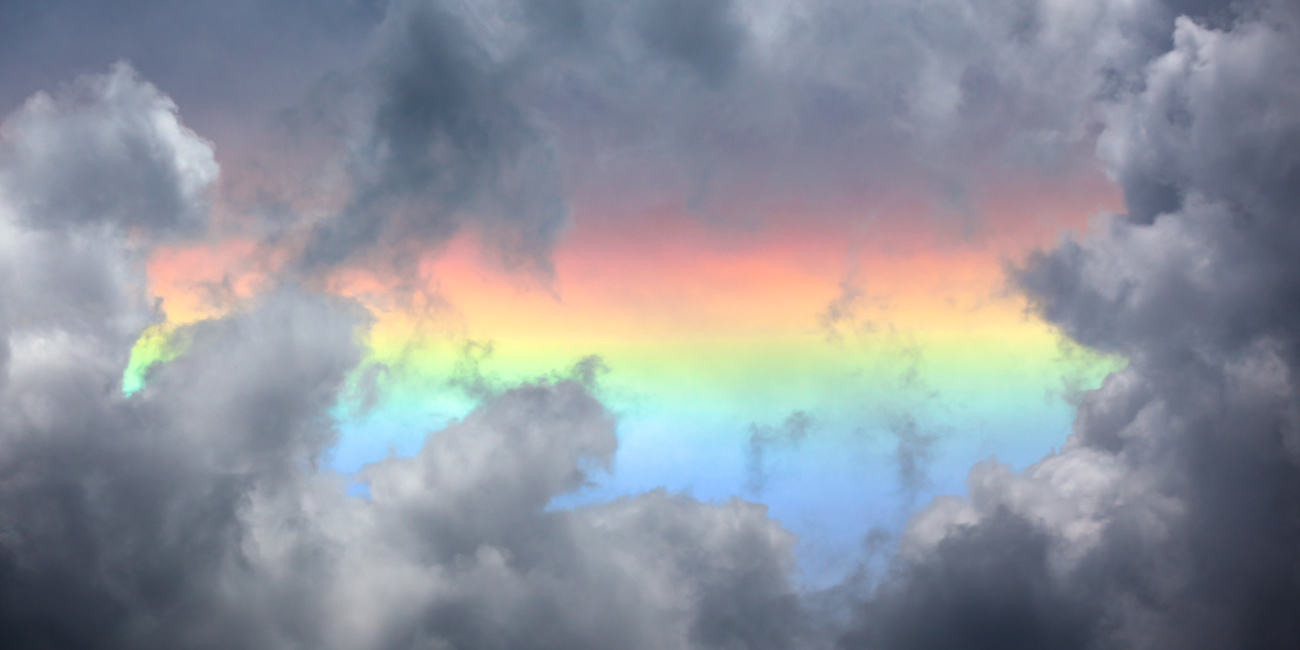
Округло-горизонтальная дуга (огненная радуга) в непальских Гималаях.

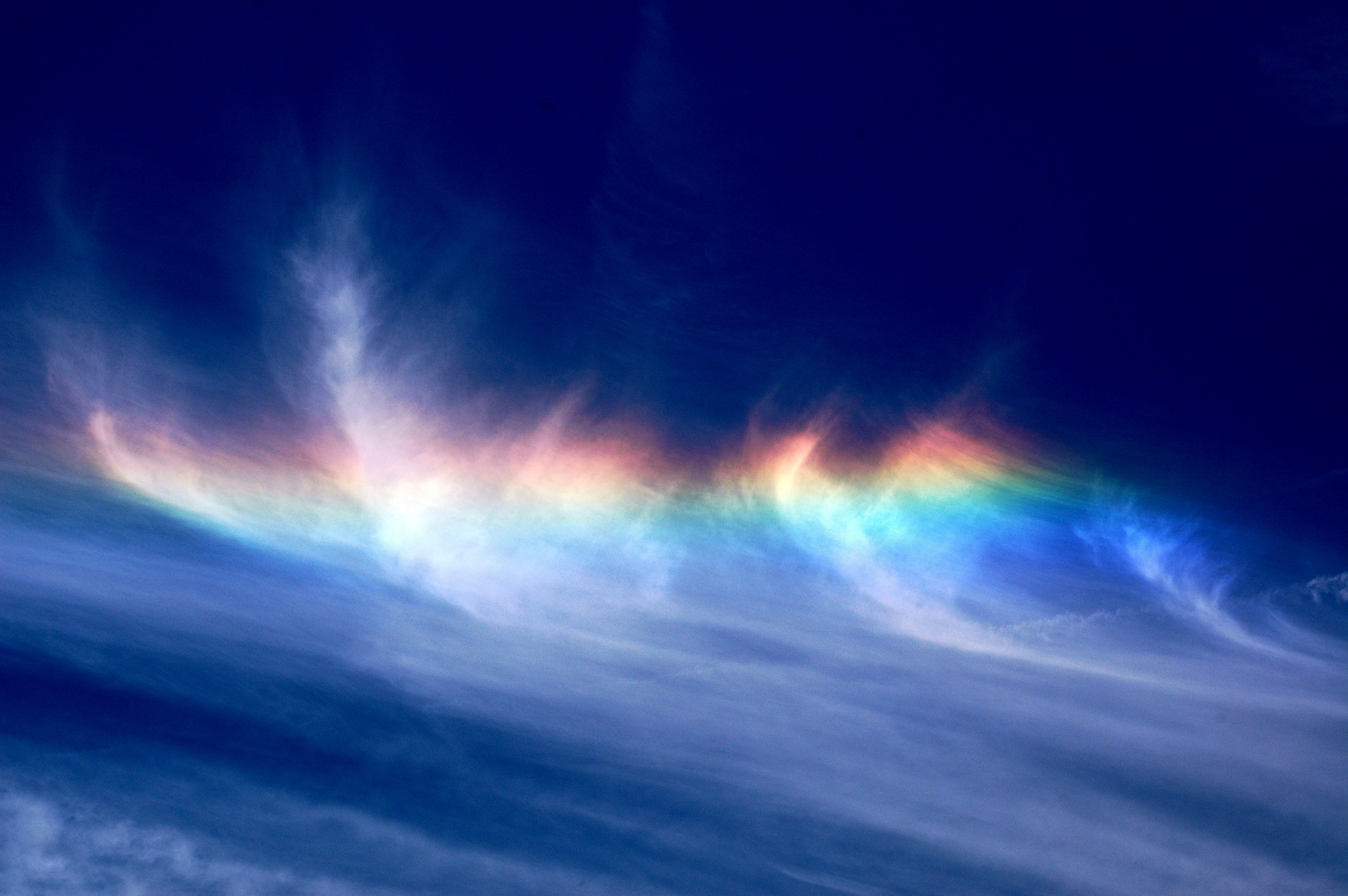
Округло-горизонтальная дуга на фоне перистых облаков.

Округло-горизонтальная или окологоризонтальная дуга («огненная радуга») — один из видов гало, относительно редкий оптический эффект в атмосфере, выражающийся в возникновении горизонтальной радуги, локализованной на фоне лёгких, высоко расположенных перистых облаков.

## Физика явления

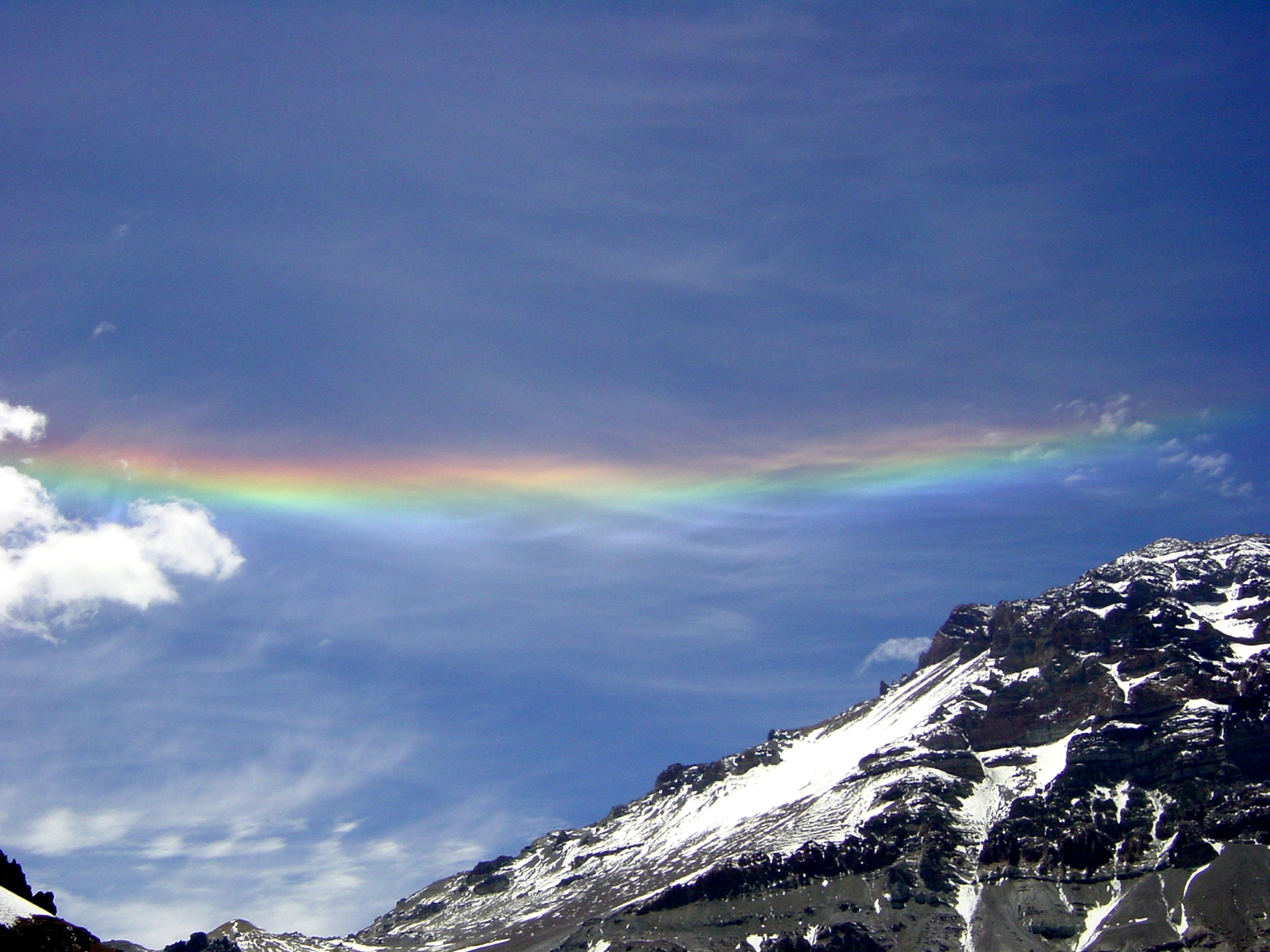
«Огненная радуга» в горах.

Феномен проявляется при определённых условиях:
- Солнце должно быть выше 58 градусов над горизонтом;
- В небе должны находиться перистые облака;
- Плоские шестиугольные кристаллы льда в облаках должны располагаться горизонтально.

К северу от 55° с. ш. и к югу от 55° ю. ш. явление не может наблюдаться (с поверхности земли), поскольку так высоко солнце там не поднимается (однако это можно компенсировать, забравшись на гору). Дуга появляется, когда солнце поднимается по крайней мере на 57,8° (90°−32,2°) над горизонтом, пик яркости приходится на 67,9°.
Редкость феномена объясняется тем, что кристаллы льда в облаке должны быть ориентированы горизонтально для преломления солнечных лучей. Лучи входят через вертикальную боковую стенку плоского шестиугольного кристалла, проходят через него и выходят из нижней горизонтальной стороны. Такая схема обеспечивает спектральное разделение цветов, которые, подобно радуге, «зажигают» перистое облако.

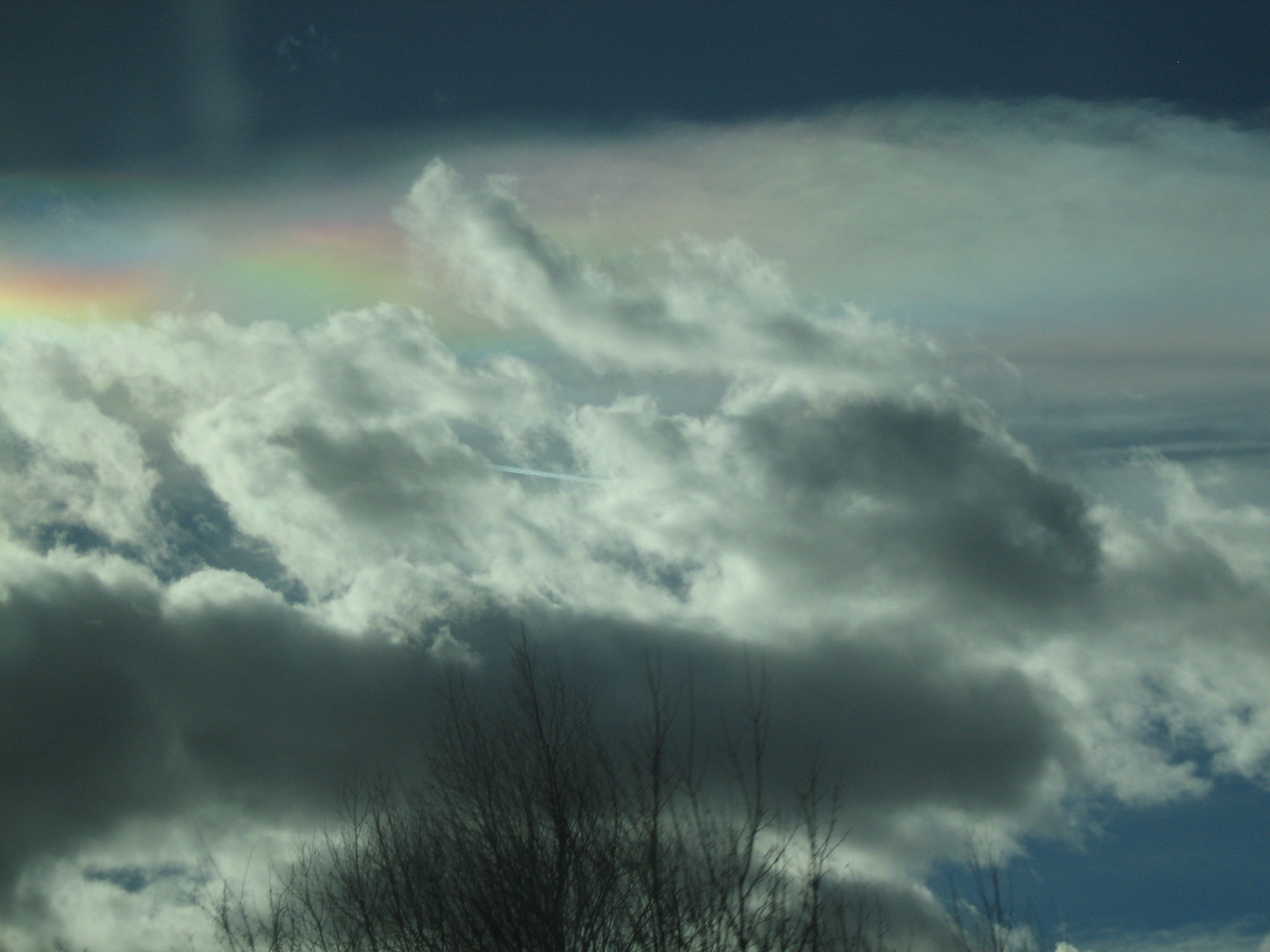
Радуга в горах Австрии после бури.